# Dirka po Franciji 2016
Dirka po Franciji 2016 je bila 103. izvedba dirke po Franciji, ene od dirk Grand Tour. Začela se je 2. julija v Mont Saint-Michelu in končala 24. julija s tradicionalnim zaključkom na Elizejskih poljanah v Parizu. Dirka je bila sestavljena iz 21 etap v skupni dolžini 3529 km. Sodelovalo je 198 kolesarjev iz 22-ih ekip. Rumeno majico je osvojil Chris Froome (Team Sky), drugo mesto Romain Bardet (AG2R La Mondiale), tretje pa Nairo Quintana (Movistar Team). Zeleno majico je osvojil Peter Sagan (Tinkoff), pikčasto majico je osvojil Rafał Majka (Tinkoff), belo majico pa Adam Yates (Orica–BikeExchange).

## Ekipe
UCI WorldTeams
- AG2R La Mondiale
- Astana
- BMC Racing Team
- Cannondale–Drapac
- Team Dimension Data
- Etixx–Quick-Step
- FDJ
- Giant-Alpecin
- IAM Cycling
- Team Katusha
- Lampre–Merida
- Lotto–Soudal
- LottoNL–Jumbo
- Movistar Team
- Orica–BikeExchange
- Team Sky
- Tinkoff
- Trek–Segafredo

UCI Professional Continental teams
- Bora–Argon 18
- Cofidis
- Direct Énergie
- Fortuneo–Vital Concept

## Etape
| Etapa | Datum     | Štart/Cilj                                             | Razdalja     | Tip     | Tip                  | Zmagovalec              |         |
| ----- | --------- | ------------------------------------------------------ | ------------ | ------- | -------------------- | ----------------------- | ------- |
| 1     | 2. julij  | Mont Saint-Michel — Plaža Utah (Sainte-Marie-du-Mont)  | 188 km       |         | ravninska etapa      | Mark Cavendish (GBR)    |         |
| 2     | 3. julij  | Saint-Lô — Cherbourg-en-Cotentin                       | 183 km       |         | ravninska etapa      | Peter Sagan (SVK)       |         |
| 3     | 4. julij  | Granville — Angers                                     | 223,5 km     |         | ravninska etapa      | Mark Cavendish (GBR)    |         |
| 4     | 5. julij  | Saumur — Limoges                                       | 237,5 km     |         | ravninska etapa      | Marcel Kittel (GER)     |         |
| 5     | 6. julij  | Limoges — Le Lioran                                    | 216 km       |         | hribovita etapa      | Greg Van Avermaet (BEL) |         |
| 6     | 7. julij  | Arpajon-sur-Cère — Montauban                           | 190,5 km     |         | ravninska etapa      | Mark Cavendish (GBR)    |         |
| 7     | 8. julij  | L'Isle-Jourdain — Lac de Payolle                       | 162,5 km     |         | hribovita etapa      | Steve Cummings (GBR)    |         |
| 8     | 9. julij  | Pau — Bagnères-de-Luchon                               | 184 km       |         | gorska etapa         | Chris Froome (GBR)      |         |
| 9     | 10. julij | Vielha Val d'Aran (Španija) — Andorra-Arcalis (Andora) | 184,5 km     |         | gorska etapa         | Tom Dumoulin (NED)      |         |
|       | 11. julij | Andora                                                 | Andora       |         | dan počitka          | dan počitka             |         |
| 10    | 12. julij | Escaldes-Engordany (Andora) — Revel                    | 197 km       |         | hribovita etapa      | Michael Matthews (AUS)  |         |
| 11    | 13. julij | Carcassonne — Montpellier                              | 162,5 km     |         | ravninska etapa      | Peter Sagan (SVK)       |         |
| 12    | 14. julij | Montpellier — Chalet Reynard (Mont Ventoux)            | 178 km       |         | gorska etapa         | Thomas De Gendt (BEL)   |         |
| 13    | 15. julij | Bourg-Saint-Andéol — La Caverne du Pont-d'Arc          | 37,5 km      |         | posamični kronometer | Tom Dumoulin (NED)      |         |
| 14    | 16. julij | Montélimar — Villars-les-Dombes (Parc des Oiseaux)     | 208,5 km     |         | ravninska etapa      | Mark Cavendish (GBR)    |         |
| 15    | 17. julij | Bourg-en-Bresse — Culoz                                | 160 km       |         | gorska etapa         | Jarlinson Pantano (COL) |         |
| 16    | 18. julij | Moirans-en-Montagne — Bern (Švica)                     | 209 km       |         | ravninska etapa      | Peter Sagan (SVK)       |         |
|       | 19. julij | Bern (Švica)                                           | Bern (Švica) |         | dan počitka          | dan počitka             |         |
| 17    | 20. julij | Bern (Švica) — Finhaut-Émosson (Švica)                 | 184,5 km     |         | gorska etapa         | Ilnur Zakarin (RUS)     |         |
| 18    | 21. julij | Sallanches — Megève                                    | 17 km        |         | gorski kronometer    | Chris Froome (GBR)      |         |
| 19    | 22. julij | Albertville — Saint Gervais-les-Bains                  | 146 km       |         | gorska etapa         | Romain Bardet (FRA)     |         |
| 20    | 23. julij | Megève — Morzine                                       | 146,5 km     |         | gorska etapa         | Ion Izagirre (ESP)      |         |
| 21    | 24. julij | Chantilly — Pariz (Elizejske poljane)                  | 113 km       |         | ravninska etapa      | André Greipel (GER)     |         |
|       | Skupaj    | Skupaj                                                 | 3529 km      | 3529 km | 3529 km              | 3529 km                 | 3529 km |

## Razvrstitev po klasifikacijah
| Etapa  | Zmagovalec        | - Rumena majica   | - Zelena majica | - Pikčasta majica | - Bela majica      | - Ekipno           | - Rdeča številka         |
| ------ | ----------------- | ----------------- | --------------- | ----------------- | ------------------ | ------------------ | ------------------------ |
| 1      | Mark Cavendish    | Mark Cavendish    | Mark Cavendish  | Paul Voss         | Edward Theuns      | Lotto–Soudal       | Anthony Delaplace        |
| 2      | Peter Sagan       | Peter Sagan       | Peter Sagan     | Jasper Stuyven    | Julian Alaphilippe | Orica–BikeExchange | Jasper Stuyven           |
| 3      | Mark Cavendish    | Peter Sagan       | Mark Cavendish  | Jasper Stuyven    | Julian Alaphilippe | Orica–BikeExchange | Thomas Voeckler          |
| 4      | Marcel Kittel     | Peter Sagan       | Peter Sagan     | Jasper Stuyven    | Julian Alaphilippe | Orica–BikeExchange | Oliver Naesen            |
| 5      | Greg Van Avermaet | Greg Van Avermaet | Peter Sagan     | Thomas De Gendt   | Julian Alaphilippe | BMC Racing Team    | Thomas De Gendt          |
| 6      | Mark Cavendish    | Greg Van Avermaet | Mark Cavendish  | Thomas De Gendt   | Julian Alaphilippe | BMC Racing Team    | Yukiya Arashiro          |
| 7      | Steve Cummings    | Greg Van Avermaet | Mark Cavendish  | Thomas De Gendt   | Adam Yates         | BMC Racing Team    | Vincenzo Nibali          |
| 8      | Chris Froome      | Chris Froome      | Mark Cavendish  | Rafał Majka       | Adam Yates         | BMC Racing Team    | Thibaut Pinot            |
| 9      | Tom Dumoulin      | Chris Froome      | Mark Cavendish  | Thibaut Pinot     | Adam Yates         | Movistar Team      | Tom Dumoulin             |
| 10     | Michael Matthews  | Chris Froome      | Peter Sagan     | Thibaut Pinot     | Adam Yates         | BMC Racing Team    | Peter Sagan              |
| 11     | Peter Sagan       | Chris Froome      | Peter Sagan     | Thibaut Pinot     | Adam Yates         | BMC Racing Team    | Arthur Vichot            |
| 12     | Thomas De Gendt   | Chris Froome      | Peter Sagan     | Thomas De Gendt   | Adam Yates         | BMC Racing Team    | Thomas De Gendt          |
| 13     | Tom Dumoulin      | Chris Froome      | Peter Sagan     | Thomas De Gendt   | Adam Yates         | BMC Racing Team    | brez                     |
| 14     | Mark Cavendish    | Chris Froome      | Peter Sagan     | Thomas De Gendt   | Adam Yates         | BMC Racing Team    | Jérémy Roy               |
| 15     | Jarlinson Pantano | Chris Froome      | Peter Sagan     | Rafał Majka       | Adam Yates         | Movistar Team      | Rafał Majka              |
| 16     | Peter Sagan       | Chris Froome      | Peter Sagan     | Rafał Majka       | Adam Yates         | Movistar Team      | Alaphilippe in T. Martin |
| 17     | Ilnur Zakarin     | Chris Froome      | Peter Sagan     | Rafał Majka       | Adam Yates         | Movistar Team      | Jarlinson Pantano        |
| 18     | Chris Froome      | Chris Froome      | Peter Sagan     | Rafał Majka       | Adam Yates         | Movistar Team      | brez                     |
| 19     | Romain Bardet     | Chris Froome      | Peter Sagan     | Rafał Majka       | Adam Yates         | Movistar Team      | Rui Costa                |
| 29     | Jon Izagirre      | Chris Froome      | Peter Sagan     | Rafał Majka       | Adam Yates         | Movistar Team      | Jarlinson Pantano        |
| 21     | André Greipel     | Chris Froome      | Peter Sagan     | Rafał Majka       | Adam Yates         | Movistar Team      | brez                     |
| Skupno | Skupno            | Chris Froome      | Peter Sagan     | Rafał Majka       | Adam Yates         | Movistar Team      | Peter Sagan              |

## Končna razvrstitev
| Legenda                                  | Legenda                                  | Legenda                               | Legenda                                    |
| ---------------------------------------- | ---------------------------------------- | ------------------------------------- | ------------------------------------------ |
| A yellow jersey.                         | Predstavlja vodilnega v skupnem seštevku | A white jersey with red polka dots.   | Predstavlja vodilnega v gorski razvrstitvi |
| A green jersey.                          | Predstavlja vodilnega po točkah          | A white jersey.                       | Predstavlja najboljšega mladega kolesarja  |
| A white jersey with a yellow number bib. | Predstavlja vodilnega najboljše ekipe    | A white jersey with a red number bib. | Predstavlja najbolj borbenega kolesarja    |

### Rumena majica
| Poz. | Kolesar                  | Ekipa              | Čas         |
| ---- | ------------------------ | ------------------ | ----------- |
| 1    | Chris Froome (GBR)       | Team Sky           | 89h 04' 48" |
| 2    | Romain Bardet (FRA)      | AG2R La Mondiale   | + 4' 05"    |
| 3    | Nairo Quintana (COL)     | Movistar Team      | + 4' 21"    |
| 4    | Adam Yates (GBR)         | Orica–BikeExchange | + 4' 42"    |
| 5    | Richie Porte (AUS)       | BMC Racing Team    | + 5' 17"    |
| 6    | Alejandro Valverde (ESP) | Movistar Team      | + 6' 16"    |
| 7    | Joaquim Rodríguez (ESP)  | Team Katusha       | + 6' 58"    |
| 8    | Louis Meintjes (RSA)     | Lampre–Merida      | + 6' 58"    |
| 9    | Dan Martin (IRL)         | Etixx–Quick-Step   | + 7' 04"    |
| 10   | Roman Kreuziger (CZE)    | Tinkoff            | + 7' 11"    |

| Skupna razvrstitev kolesarjev (11–174) | Skupna razvrstitev kolesarjev (11–174) | Skupna razvrstitev kolesarjev (11–174) | Skupna razvrstitev kolesarjev (11–174) |
| Poz.                                   | Kolesar                                | Ekipa                                  | Čas                                    |
| -------------------------------------- | -------------------------------------- | -------------------------------------- | -------------------------------------- |
| 11                                     | Bauke Mollema (NED)                    | Trek–Segafredo                         | + 13' 13"                              |
| 12                                     | Sergio Henao (COL)                     | Team Sky                               | + 18' 51"                              |
| 13                                     | Fabio Aru (ITA)                        | Astana                                 | + 19' 20"                              |
| 14                                     | Sébastien Reichenbach (SUI)            | FDJ                                    | + 24' 59"                              |
| 15                                     | Geraint Thomas (GBR)                   | Team Sky                               | + 28' 31"                              |
| 16                                     | Pierre Rolland (FRA)                   | Cannondale–Drapac                      | + 30' 42"                              |
| 17                                     | Mikel Nieve (ESP)                      | Team Sky                               | + 38' 30"                              |
| 18                                     | Stef Clement (NED)                     | IAM Cycling                            | + 38' 57"                              |
| 19                                     | Jarlinson Pantano (COL)                | IAM Cycling                            | + 38' 59"                              |
| 20                                     | Alexis Vuillermoz (FRA)                | AG2R La Mondiale                       | + 42' 28"                              |
| 21                                     | Emanuel Buchmann (GER)                 | Bora–Argon 18                          | + 47' 40"                              |
| 22                                     | Damiano Caruso (ITA)                   | BMC Racing Team                        | + 48' 23"                              |
| 23                                     | Warren Barguil (FRA)                   | Giant-Alpecin                          | + 52' 14"                              |
| 24                                     | Haimar Zubeldia (ESP)                  | Trek–Segafredo                         | + 53' 06"                              |
| 25                                     | Ilnur Zakarin (RUS)                    | Team Katusha                           | + 56' 33"                              |
| 26                                     | Tanel Kangert (EST)                    | Astana                                 | + 1h 03' 59"                           |
| 27                                     | Rafał Majka (POL)                      | Tinkoff                                | + 1h 04' 25"                           |
| 28                                     | Wout Poels (NED)                       | Team Sky                               | + 1h 06' 57"                           |
| 29                                     | Tejay van Garderen (USA)               | BMC Racing Team                        | + 1h 12' 06"                           |
| 30                                     | Vincenzo Nibali (ITA)                  | Astana                                 | + 1h 19' 59"                           |
| 31                                     | Daniel Moreno (ESP)                    | Movistar Team                          | + 1h 21' 00"                           |
| 32                                     | Wilco Kelderman (NED)                  | LottoNL–Jumbo                          | + 1h 24' 38"                           |
| 33                                     | Domenico Pozzovivo (ITA)               | AG2R La Mondiale                       | + 1h 25' 14"                           |
| 34                                     | Fränk Schleck (LUX)                    | Trek–Segafredo                         | + 1h 27' 39"                           |
| 35                                     | Mikel Landa (ESP)                      | Team Sky                               | + 1h 32' 19"                           |
| 36                                     | Steve Morabito (SUI)                   | FDJ                                    | + 1h 38' 30"                           |
| 37                                     | Diego Rosa (ITA)                       | Astana                                 | + 1h 46' 36"                           |
| 38                                     | Daryl Impey (RSA)                      | Orica–BikeExchange                     | + 1h 50' 51"                           |
| 39                                     | Bartosz Huzarski (POL)                 | Bora–Argon 18                          | + 1h 55' 28"                           |
| 40                                     | Thomas De Gendt (BEL)                  | Lotto–Soudal                           | + 1h 58' 45"                           |
| 41                                     | Julian Alaphilippe (FRA)               | Etixx–Quick-Step                       | + 2h 00' 09"                           |
| 42                                     | Serge Pauwels (BEL)                    | Team Dimension Data                    | + 2h 00' 38"                           |
| 43                                     | Sylvain Chavanel (FRA)                 | Direct Énergie                         | + 2h 02' 53"                           |
| 44                                     | Greg Van Avermaet (BEL)                | BMC Racing Team                        | + 2h 06' 13"                           |
| 45                                     | Amaël Moinard (FRA)                    | BMC Racing Team                        | + 2h 06' 36"                           |
| 46                                     | Peter Stetina (USA)                    | Trek–Segafredo                         | + 2h 07' 22"                           |
| 47                                     | Ion Izagirre (ESP)                     | Movistar Team                          | + 2h 09' 49"                           |
| 48                                     | Luis León Sánchez (ESP)                | Astana                                 | + 2h 10' 25"                           |
| 49                                     | Rui Costa (POR)                        | Lampre–Merida                          | + 2h 11' 42"                           |
| 50                                     | Jan Bakelants (BEL)                    | AG2R La Mondiale                       | + 2h 13' 47"                           |
| 51                                     | Kristijan Đurasek (CRO)                | Lampre–Merida                          | + 2h 15' 16"                           |
| 52                                     | Jakob Fuglsang (DEN)                   | Astana                                 | + 2h 17' 16"                           |
| 53                                     | George Bennett (NZL)                   | LottoNL–Jumbo                          | + 2h 18' 05"                           |
| 54                                     | Jan Polanc (SLO)                       | Lampre–Merida                          | + 2h 18' 24"                           |
| 55                                     | Luis Ángel Maté (ESP)                  | Cofidis                                | + 2h 21' 17"                           |
| 56                                     | Georg Preidler (AUT)                   | Giant-Alpecin                          | + 2h 25' 45"                           |
| 57                                     | Mikaël Cherel (FRA)                    | AG2R La Mondiale                       | + 2h 27' 45"                           |
| 58                                     | Robert Kišerlovski (CRO)               | Tinkoff                                | + 2h 28' 06"                           |
| 59                                     | Eduardo Sepúlveda (ARG)                | Fortuneo–Vital Concept                 | + 2h 28' 27"                           |
| 60                                     | Fabrice Jeandesboz (FRA)               | Direct Énergie                         | + 2h 39' 17"                           |
| 61                                     | Ben Gastauer (LUX)                     | AG2R La Mondiale                       | + 2h 41' 05"                           |
| 62                                     | Aleksej Lucenko (KAZ)                  | Astana                                 | + 2h 41' 52"                           |
| 63                                     | Anthony Roux (FRA)                     | FDJ                                    | + 2h 43' 51"                           |
| 64                                     | Martin Elmiger (SUI)                   | IAM Cycling                            | + 2h 44' 01"                           |
| 65                                     | Patrick Konrad (AUT)                   | Bora–Argon 18                          | + 2h 46' 32"                           |
| 66                                     | Simon Geschke (GER)                    | Giant-Alpecin                          | + 2h 47' 32"                           |
| 67                                     | Alberto Losada (ESP)                   | Team Katusha                           | + 2h 48' 02"                           |
| 68                                     | Cyril Gautier (FRA)                    | AG2R La Mondiale                       | + 2h 49' 49"                           |
| 69                                     | Winner Anacona (COL)                   | Movistar Team                          | + 2h 50' 23"                           |
| 70                                     | Brice Feillu (FRA)                     | Fortuneo–Vital Concept                 | + 2h 50' 49"                           |
| 71                                     | Tony Gallopin (FRA)                    | Lotto–Soudal                           | + 2h 51' 23"                           |
| 72                                     | Rubén Plaza (ESP)                      | Orica–BikeExchange                     | + 2h 53' 10"                           |
| 73                                     | Laurens ten Dam (NED)                  | Giant-Alpecin                          | + 2h 53' 22"                           |
| 74                                     | Paolo Tiralongo (ITA)                  | Astana                                 | + 2h 58' 12"                           |
| 75                                     | Jérôme Coppel (FRA)                    | IAM Cycling                            | + 2h 58' 48"                           |
| 76                                     | Michael Schär (SUI)                    | BMC Racing Team                        | + 3h 00' 54"                           |
| 77                                     | Michael Valgren (DEN)                  | Tinkoff                                | + 3h 01' 22"                           |
| 78                                     | Arthur Vichot (FRA)                    | FDJ                                    | + 3h 02' 10"                           |
| 79                                     | Thomas Voeckler (FRA)                  | Direct Énergie                         | + 3h 02' 35"                           |
| 80                                     | Nelson Oliveira (POR)                  | Movistar Team                          | + 3h 04' 53"                           |
| 81                                     | Romain Sicard (FRA)                    | Direct Énergie                         | + 3h 09' 11"                           |
| 82                                     | Tom-Jelte Slagter (NED)                | Cannondale–Drapac                      | + 3h 09' 19"                           |
| 83                                     | Oliver Naesen (BEL)                    | IAM Cycling                            | + 3h 11' 28"                           |
| 84                                     | Chris Anker Sørensen (DEN)             | Fortuneo–Vital Concept                 | + 3h 12' 52"                           |
| 85                                     | Daniel Teklehaimanot (ERI)             | Team Dimension Data                    | + 3h 14' 07"                           |
| 86                                     | Andrij Grivko (UKR)                    | Astana                                 | + 3h 14' 31"                           |
| 87                                     | Arnold Jeannesson (FRA)                | Cofidis                                | + 3h 18' 14"                           |
| 88                                     | Jan Bárta (CZE)                        | Bora–Argon 18                          | + 3h 19' 44"                           |
| 89                                     | Marcus Burghardt (GER)                 | BMC Racing Team                        | + 3h 20' 22"                           |
| 90                                     | Anthony Delaplace (FRA)                | Fortuneo–Vital Concept                 | + 3h 21' 09"                           |
| 91                                     | Dylan van Baarle (NED)                 | Cannondale–Drapac                      | + 3h 23' 15"                           |
| 92                                     | Tsgabu Grmay (ETH)                     | Lampre–Merida                          | + 3h 23' 17"                           |
| 93                                     | Pierre-Luc Périchon (FRA)              | Fortuneo–Vital Concept                 | + 3h 24' 36"                           |
| 94                                     | Bert-Jan Lindeman (NED)                | LottoNL–Jumbo                          | + 3h 26' 19"                           |
| 95                                     | Peter Sagan (SVK)                      | Tinkoff                                | + 3h 27' 09"                           |
| 96                                     | Jérémy Roy (FRA)                       | FDJ                                    | + 3h 27' 15"                           |
| 97                                     | Reto Hollenstein (SUI)                 | IAM Cycling                            | + 3h 28' 33"                           |
| 98                                     | Paul Martens (GER)                     | LottoNL–Jumbo                          | + 3h 33' 29"                           |
| 99                                     | Jasper Stuyven (BEL)                   | Trek–Segafredo                         | + 3h 33' 29"                           |
| 100                                    | Adam Hansen (AUS)                      | Lotto–Soudal                           | + 3h 34' 26"                           |
| 101                                    | Paul Voss (GER)                        | Bora–Argon 18                          | + 3h 36' 25"                           |
| 102                                    | Luka Pibernik (SLO)                    | Lampre–Merida                          | + 3h 38' 17"                           |
| 103                                    | Vasil Kirjienka (BLR)                  | Team Sky                               | + 3h 38' 41"                           |
| 104                                    | Sep Vanmarcke (BEL)                    | LottoNL–Jumbo                          | + 3h 40' 02"                           |
| 105                                    | Florian Vachon (FRA)                   | Fortuneo–Vital Concept                 | + 3h 40' 09"                           |
| 106                                    | Nicolas Edet (FRA)                     | Cofidis                                | + 3h 42' 42"                           |
| 107                                    | Antoine Duchesne (CAN)                 | Direct Énergie                         | + 3h 44' 54"                           |
| 108                                    | Imanol Erviti (ESP)                    | Movistar Team                          | + 3h 46' 42"                           |
| 109                                    | Edvald Boasson Hagen (NOR)             | Team Dimension Data                    | + 3h 47' 29"                           |
| 110                                    | Michael Matthews (AUS)                 | Orica–BikeExchange                     | + 3h 47' 40"                           |
| 111                                    | Timo Roosen (NED)                      | LottoNL–Jumbo                          | + 3h 50' 43"                           |
| 112                                    | Luke Durbridge (AUS)                   | Orica–BikeExchange                     | + 3h 51' 55"                           |
| 113                                    | Bryan Coquard (FRA)                    | Direct Énergie                         | + 3h 51' 57"                           |
| 114                                    | Julien Vermote (BEL)                   | Etixx–Quick-Step                       | + 3h 52' 50"                           |
| 115                                    | Reinardt Janse van Rensburg (RSA)      | Team Dimension Data                    | + 3h 56' 30"                           |
| 116                                    | Jukija Araširo (JPN)                   | Lampre–Merida                          | + 3h 57' 06"                           |
| 117                                    | Brent Bookwalter (USA)                 | BMC Racing Team                        | + 3h 57' 49"                           |
| 118                                    | Petr Vakoč (CZE)                       | Etixx–Quick-Step                       | + 3h 57' 58"                           |
| 119                                    | Christopher Juul-Jensen (DEN)          | Orica–BikeExchange                     | + 3h 58' 10"                           |
| 120                                    | Markel Irizar (ESP)                    | Trek–Segafredo                         | + 3h 58' 17"                           |
| 121                                    | Jérôme Cousin (FRA)                    | Cofidis                                | + 3h 58' 36"                           |
| 122                                    | Roy Curvers (NED)                      | Giant-Alpecin                          | + 4h 03' 16"                           |
| 123                                    | Grégory Rast (SUI)                     | Trek–Segafredo                         | + 4h 03' 44"                           |
| 124                                    | Lawson Craddock (USA)                  | Cannondale–Drapac                      | + 4h 03' 44"                           |
| 125                                    | Natnael Berhane (ERI)                  | Team Dimension Data                    | + 4h 04' 27"                           |
| 126                                    | Jürgen Roelandts (BEL)                 | Lotto–Soudal                           | + 4h 05' 22"                           |
| 127                                    | William Bonnet (FRA)                   | FDJ                                    | + 4h 06' 18"                           |
| 128                                    | Cesare Benedetti (ITA)                 | Bora–Argon 18                          | + 4h 06' 23"                           |
| 129                                    | Ángel Vicioso (ESP)                    | Team Katusha                           | + 4h 08' 07"                           |
| 130                                    | Samuel Dumoulin (FRA)                  | AG2R La Mondiale                       | + 4h 08' 08"                           |
| 131                                    | Alex Howes (USA)                       | Cannondale–Drapac                      | + 4h 08' 22"                           |
| 132                                    | Michael Albasini (SUI)                 | Orica–BikeExchange                     | + 4h 09' 04"                           |
| 133                                    | André Greipel (GER)                    | Lotto–Soudal                           | + 4h 09' 07"                           |
| 134                                    | Ramūnas Navardauskas (LIT)             | Cannondale–Drapac                      | + 4h 09' 40"                           |
| 135                                    | Mathew Hayman (AUS)                    | Orica–BikeExchange                     | + 4h 10' 33"                           |
| 136                                    | Matteo Bono (ITA)                      | Lampre–Merida                          | + 4h 12' 53"                           |
| 137                                    | Cyril Lemoine (FRA)                    | Cofidis                                | + 4h 13' 49"                           |
| 138                                    | Maarten Wynants (BEL)                  | LottoNL–Jumbo                          | + 4h 16' 53"                           |
| 139                                    | Iljo Keisse (BEL)                      | Etixx–Quick-Step                       | + 4h 16' 57"                           |
| 140                                    | Stephen Cummings (GBR)                 | Team Dimension Data                    | + 4h 17' 03"                           |
| 141                                    | Sondre Holst Enger (NOR)               | IAM Cycling                            | + 4h 17' 32"                           |
| 142                                    | Geoffrey Soupe (FRA)                   | Cofidis                                | + 4h 18' 15"                           |
| 143                                    | Ramon Sinkeldam (NED)                  | Giant-Alpecin                          | + 4h 21' 41"                           |
| 144                                    | Maximiliano Richeze (ARG)              | Etixx–Quick-Step                       | + 4h 22' 02"                           |
| 145                                    | Matteo Tosatto (ITA)                   | Tinkoff                                | + 4h 22' 05"                           |
| 146                                    | Armindo Fonseca (FRA)                  | Fortuneo–Vital Concept                 | + 4h 23' 01"                           |
| 147                                    | Alexis Gougeard (FRA)                  | AG2R La Mondiale                       | + 4h 23' 42"                           |
| 148                                    | John Degenkolb (GER)                   | Giant-Alpecin                          | + 4h 24' 24"                           |
| 149                                    | Alexander Kristoff (NOR)               | Team Katusha                           | + 4h 24' 24"                           |
| 150                                    | Fabio Sabatini (ITA)                   | Etixx–Quick-Step                       | + 4h 26' 39"                           |
| 151                                    | Luke Rowe (GBR)                        | Team Sky                               | + 4h 27' 49"                           |
| 152                                    | Kristijan Koren (SLO)                  | Cannondale–Drapac                      | + 4h 28' 01"                           |
| 153                                    | Albert Timmer (NED)                    | Giant-Alpecin                          | + 4h 28' 11"                           |
| 154                                    | Andreas Schillinger (GER)              | Bora–Argon 18                          | + 4h 28' 33"                           |
| 155                                    | Greg Henderson (NZL)                   | Lotto–Soudal                           | + 4h 29' 22"                           |
| 156                                    | Oscar Gatto (ITA)                      | Tinkoff                                | + 4h 29' 38"                           |
| 157                                    | Christophe Laporte (FRA)               | Cofidis                                | + 4h 29' 47"                           |
| 158                                    | Yohann Gène (FRA)                      | Direct Énergie                         | + 4h 30' 02"                           |
| 159                                    | Maciej Bodnar (POL)                    | Tinkoff                                | + 4h 30' 30"                           |
| 160                                    | Dylan Groenewegen (NED)                | LottoNL–Jumbo                          | + 4h 30' 34"                           |
| 161                                    | Ian Stannard (GBR)                     | Team Sky                               | + 4h 31' 34"                           |
| 162                                    | Marco Haller (AUT)                     | Team Katusha                           | + 4h 31' 40"                           |
| 163                                    | Robert Wagner (GER)                    | LottoNL–Jumbo                          | + 4h 32' 09"                           |
| 164                                    | Adrien Petit (FRA)                     | Direct Énergie                         | + 4h 32' 25"                           |
| 165                                    | Jacopo Guarnieri (ITA)                 | Team Katusha                           | + 4h 34' 45"                           |
| 166                                    | Marcel Kittel (GER)                    | Etixx–Quick-Step                       | + 4h 35' 06"                           |
| 167                                    | Vegard Breen (NOR)                     | Fortuneo–Vital Concept                 | + 4h 38' 27"                           |
| 168                                    | Davide Cimolai (ITA)                   | Lampre–Merida                          | + 4h 39' 37"                           |
| 169                                    | Marcel Sieberg (GER)                   | Lotto–Soudal                           | + 4h 40' 24"                           |
| 170                                    | Daniel Mclay (GBR)                     | Fortuneo–Vital Concept                 | + 4h 50' 14"                           |
| 171                                    | Bernhard Eisel (AUT)                   | Team Dimension Data                    | + 4h 51' 07"                           |
| 172                                    | Leigh Howard (AUS)                     | IAM Cycling                            | + 4h 55' 13"                           |
| 173                                    | Lars Bak (DEN)                         | Lotto–Soudal                           | + 5h 01' 18"                           |
| 174                                    | Sam Bennett (IRL)                      | Bora–Argon 18                          | + 5h 17' 14"                           |

### Zelena majica
| Poz. | Kolesar                  | Ekipa              | Točke |
| ---- | ------------------------ | ------------------ | ----- |
| 1    | Peter Sagan (SVK)        | Tinkoff            | 470   |
| 2    | Marcel Kittel (GER)      | Etixx–Quick-Step   | 228   |
| 3    | Michael Matthews (AUS)   | Orica–BikeExchange | 199   |
| 4    | André Greipel (GER)      | Lotto–Soudal       | 178   |
| 5    | Alexander Kristoff (NOR) | Team Katusha       | 172   |
| 6    | Bryan Coquard (FRA)      | Direct Énergie     | 156   |
| 7    | Thomas de Gendt (BEL)    | Lotto–Soudal       | 154   |
| 8    | Greg van Avermaet (BEL)  | BMC Racing Team    | 136   |
| 9    | Chris Froome (GBR)       | Team Sky           | 131   |
| 10   | Rafał Majka (POL)        | Tinkoff            | 120   |

### Pikčasta majica
| Poz. | Kolesar                 | Ekipa               | Točke |
| ---- | ----------------------- | ------------------- | ----- |
| 1    | Rafał Majka (POL)       | Tinkoff             | 209   |
| 2    | Thomas De Gendt (BEL)   | Lotto–Soudal        | 130   |
| 3    | Jarlinson Pantano (COL) | IAM Cycling         | 121   |
| 4    | Ilnur Zakarin (RUS)     | Team Katusha        | 84    |
| 5    | Rui Costa (POR)         | Lampre–Merida       | 76    |
| 6    | Serge Pauwels (BEL)     | Team Dimension Data | 62    |
| 7    | Stef Clement (NED)      | IAM Cycling         | 53    |
| 8    | Vincenzo Nibali (ITA)   | Astana              | 36    |
| 9    | Kristijan Đurasek (CRO) | Lampre–Merida       | 36    |
| 10   | Thomas Voeckler (FRA)   | Direct Énergie      | 33    |

### Bela majica
| Poz. | Kolesar                  | Ekipa                  | Čas          |
| ---- | ------------------------ | ---------------------- | ------------ |
| 1    | Adam Yates (GBR)         | Orica–BikeExchange     | 89h 09' 30"  |
| 2    | Louis Meintjes (RSA)     | Lampre–Merida          | + 2' 16"     |
| 3    | Emanuel Buchmann (GER)   | Bora–Argon 18          | + 42' 58"    |
| 4    | Warren Barguil (FRA)     | Giant-Alpecin          | + 47' 32"    |
| 5    | Wilco Kelderman (NED)    | LottoNL–Jumbo          | + 1h 19' 56" |
| 6    | Julian Alaphilippe (FRA) | Etixx–Quick-Step       | + 1h 55' 27" |
| 7    | Jan Polanc (SLO)         | Lampre–Merida          | + 2h 13' 42" |
| 8    | Eduardo Sepúlveda (ARG)  | Fortuneo–Vital Concept | + 2h 23' 45" |
| 9    | Aleksej Lucenko (KAZ)    | Astana                 | + 2h 37' 10" |
| 10   | Patrick Konrad (AUT)     | Bora–Argon 18          | + 2h 41' 50" |

### Ekipna razvrstitev
| Poz. | Ekupa            | Čas          |
| ---- | ---------------- | ------------ |
| 1    | Movistar Team    | 267h 20' 45" |
| 2    | Team Sky         | + 8' 14"     |
| 3    | BMC Racing Team  | + 48' 11"    |
| 4    | AG2R La Mondiale | + 56' 50"    |
| 5    | Astana           | + 1h 16' 58" |
| 6    | Tinkoff          | + 1h 52' 23" |
| 7    | Trek–Segafredo   | + 2h 00' 16" |
| 8    | IAM Cycling      | + 2h 10' 03" |
| 9    | Team Katusha     | + 2h 29' 13" |
| 10   | Lampre–Merida    | + 2h 35' 18" |